# David di Donatello
Premiul David di Donatello, numit după cele două sculpturi celebre ale lui David, ale sculptorului italian renascentist Donatello (una din bronz și cealaltă din marmură), este un premiu cinematografic italian prestigios prezentat în fiecare an, în mai multe categorii, de către L'accademia del Cinema Italiano (ACI) (în română Academia de film italian) pentru cele mai bune prestații în filmul italian, dar și cel străin. La ultima ediție, care a avut loc la 18 aprilie 2016, s-au acordat premii în 24 de categorii.

## Istoric
Premiul a fost instituit în 1955, iar prima gala de decernare a premiilor a avut loc în 1956. În 2016 s-au sărbătorit 60 de ani de oferire neîntreruptă a premiilor.

## Trofeul
Trofeul este o replică aurită, în miniatură, a celebrei sculpturi David a lui Donatello, așezată pe o bază cubică din malachit, pe care se găsește o placă de aur menționând categoria premiului, anul acordării și câștigătorul premiului.
Trofeul primei ediții, cea din 1956, manufacturată de cunoscuta firmă de podoabe Bulgari (BVLGARI), atribuită actriței Gina Lollobrigida pentru filmul Frumoasă, dar periculoasă, a fost vândută la casa de licitații Sotheby's în 2013.